# Caprimulgus manillensis
Caprimulgus manillensis е вид птица от семейство Caprimulgidae.

## Разпространение
Видът е разпространен във Филипините.